# Imaginations from the Other Side
Imaginations from the Other Side (срп. Имагинације са друге стране) је пети студијски албум немачког пауер метал бенда Блајнд гардијан. Албум је објављен 4. априла 1995. Овај албум носи у себи мрачнију атмосферу у односу на неке њихове претходне радове, као што је Battalions of Fear, који у себи има релативно веселији и лаганији тон. Ово је такође први албум од Battalions of Fear, где Кај Хансен не гостује ни на вокалима ни гитари, и последњи на којем фронтмен Ханси Кирш има улогу басисте. Овај албум представља њихов први који је представио синглове у виду песама "A Past and Future Secret" и "Bright Eyes". Албум је ремастеризован и реиздат 15. јуна 2007. године са бонус песмама и спотовима.
Године 2005. Imaginations from the Other Side је заузео 373. позицију у књизи магазина Rock Hard под називом 500 највећих рок и метал албума свих времена.

## Песме
Све песме су написали Ханси Кирш и Андре Олбрих.
1. "Imaginations from the Other Side" - 7:19
2. "I'm Alive" - 5:31
3. "A Past and Future Secret" - 3:48
4. "The Script for My Requiem" - 6:09
5. "Mordred's Song" - 5:29
6. "Born in a Mourning Hall" - 5:14
7. "Bright Eyes" - 5:16
8. "Another Holy War" - 4:32
9. "And the Story Ends" - 6:00

- бонус песме са реиздања из 2007.

10. 	"A Past and Future Secret" (Демо верзија) - 3:38
11. 	"Imaginations from the Other Side" (Демо верзија) - 7:03
12. 	"The Script for My Requiem" (Демо верзија) - 7:01
13. 	"Bright Eyes" (Видео)
14. 	"Born in a Mourning Hall" (Видео)

## Састав

### Бенд
- Ханси Кирш – вокал ибас-гитара
- Андре Олбрих – соло и акустична гитара и помоћни вокал
- Маркус Зипен – ритам-гитара и помоћни вокал
- Томен Штаух – бубњеви

### Гостујући музичари
- Матијас Вајснер - ефекти
- Џејкоб Мот - акустична гитара на "A Past and Future Secret"
- Били Кинг, Томас Хакман, Ролф Кухлер, Пит Силк, Рони Аткинс - помоћни вокали